# Casa bandeirista
La Casa bandeirista è una tipologia di abitazione tipica dell'architettura coloniale della campagna paulista in Brasile, comune nei dintorni di Piratininga, dal 1711 San Paolo, durante il XVII e il XVIII secolo.

## Caratteristica

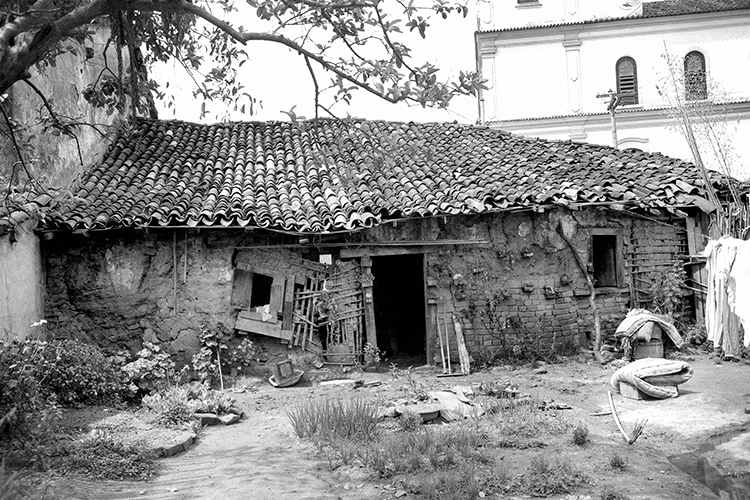
Casa do Anhanguera nel 1955, prima del restauro.

Costruita con la tecnica di taipa de pilão, possiede tipicamente una pianta semplice, di forma quadrata o rettangolare. Una porta centrale, con veranda, affiancata da due stanze frontali — la stanza degli ospiti e la cappella — si apre su un salone principale, dal quale si accede alle altre stanze.
Pochi esemplari di casas bandeiristas hanno resistito al tempo, come la Casa do Bandeirante, la Casa do Anhanguera, la Casa do Sertanista, la Casa do Sítio Tatuapé, la casa da Chácara do Rosário, a Itu, e il Museu Barão de Mauá, nella città di Mauá.
Gli studiosi non sono concordi sulla nomenclatura dello stile. Il riferimento ai personaggi storici noti come "bandeirantes" è considerata da alcuni autori come un anacronismo, o anche una costruzione ideologica idealizzata all'inizio del XX secolo.